# Smrskflace
Smrskflace (z angl. shrinkflation) je skrytá forma inflace. Jedná se o snižování velikosti či množství produktu, přičemž jeho následná cena zůstává nezměněna, nebo se zvyšuje jen mírně. Anglický výraz je složeninou slov shrink (smrštit se) + inflace.
Smrskflace bývá často spojena se skimpflací, typicky např. u tatranek (změna gramáže, ceny i složení). Při zachování vzhledu a velikosti obalu (např. pytlíků) obchodník předpokládá, že zákazník si změny v gramáži nevšimne. Tato praktika neodporuje zákonům.
Skimpflace (z angl. skimp – škudlit; česky volně překládáno jako šuntflace) je záludnější forma tvorby vyššího zisku v potravinářském průmyslu. Při šuntflaci dochází ke změně složení výrobku, kdy jsou dražší složky produktu nahrazeny levnějšími nebo je jich méně (např. maso, oříšky, kakao), přičemž cena výrobku se nesnižuje. Výrobce rovněž prodává pod stejnou značkou v totožném obalu produkt, jehož složení je v jednotlivých zemích EU odlišné. Není neobvyklé, že cena nejhoršího výrobku je nejvyšší. Vzhledem k tomu, že výrobce je povinen složení výrobku na obalech uvádět a zákazníkovi je známo, nejedná se o falšování potravin.